# Caligus lethrinicola
Caligus lethrinicola is een eenoogkreeftjessoort uit de familie van de Caligidae. De wetenschappelijke naam van de soort is voor het eerst geldig gepubliceerd in 2009 door Boxshall & El-Rashidy.